# Streekvlag
Een streekvlag is een vlag die de identiteit van een streek of regio aangeeft, maar verder geen formele status heeft. Meestal zijn deze vlaggen ontstaan op particulier initiatief door inwoners die met een vlag hun verbondenheid met de streek willen aangeven. Omdat een streek vaak geen duidelijke grenzen heeft kan de populariteit van een streekvlag per plaats enorm verschillen. Vaak zijn de vlaggen populair bij inwoners die zich niet zo zeer als inwoner van een bepaald dorp of een bepaalde gemeente herkennen, maar wel als inwoner van de streek waarin hun geboorte- of woonplaats ligt. Zo bestaat het grootste deel van de Nederlandse streek het Westland uit twee gemeenten met hun eigen vlag, maar vlaggen veel inwoners bij voorkeur met de Westlandse streekvlag. Vooral op het platteland waar mensen op relatief grote afstand van elkaar wonen voelt men zich meer met elkaar verbonden door cultuur en taal of dialect dan door het inwonerschap van een woonplaats of gemeente.
Het tonen van een streekvlag of een afbeelding daarvan bij het woonhuis, op persoonlijke bezittingen of op een auto kan gezien worden als een uiting van culturele of sociale identiteit.

## Belgische streekvlaggen

Vlag van Waasland

## Deense streekvlaggen

Vlag van Ærø
Vlag van Bornholm
Vlag van Jutland
Vlag van Vendsyssel

## Duitse streekvlaggen

Vlag van Franken
Vlag van Noord-Friesland
Vlag van Oost-Friesland
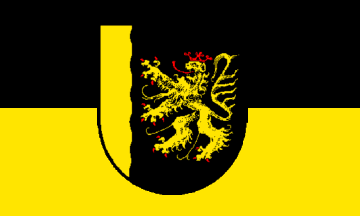
Vlag van Palts
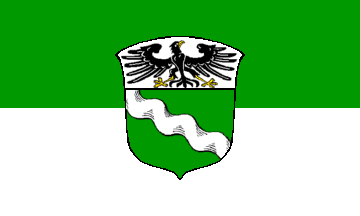
Vlag van Rijnland
Vlag van Rustringen
Vlag van Zuid-Sleeswijk

## Nederlandse streekvlaggen

Vlag van de Achterhoek
Vlag van Beemster
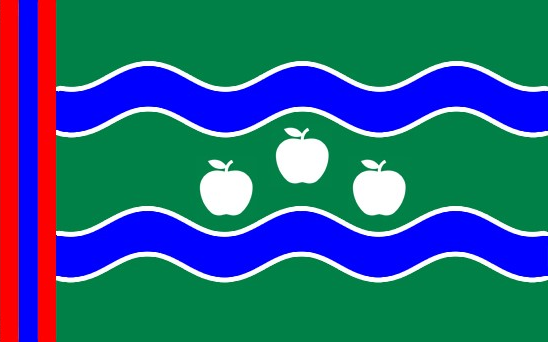
Vlag van de Betuwe
Vlag van het Bildt
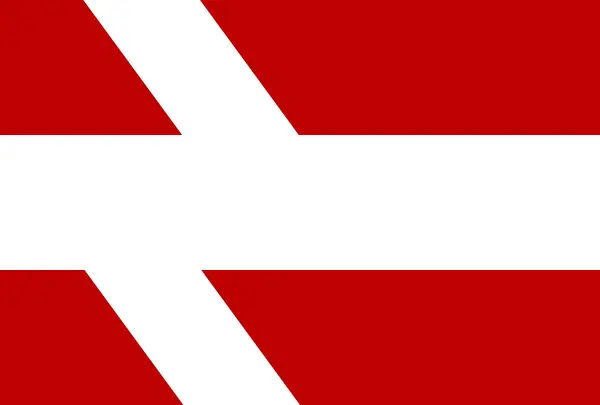
Vlag van Drechtsteden
Vlag van de Liemers
Vlag van het Land van Maas en Waal
Vlag van Noord-Limburg
Vlag van de Ommelanden
Vlag van Oostergo
Vlag van Salland
Vlag van de Stellingwerven
Vlag van Twente
Vlag van de Veluwe
Vlag van West-Friesland
Vlag van Westergo
Vlag van het Westland
Vlag van Zeeuws-Vlaanderen
Vlag van Zevenwouden

## Zweedse streekvlaggen
De met een asterisk (*) gemarkeerde vlaggen hebben geen officiële status. Onofficiële vlaggen worden gebruikt door particulieren en lokale mensen.

Vlag van Bergslagen
Vlag van Bohuslän
Vlag van Gotland
Vlag van Hälsingland
Vlag van Härjedalen
Vlag van Jämtland
Vlag van Norrland
Vlag van Öland
Vlag van Östergötland
Vlag van Österlen
Vlag van Roslagen
Vlag van Skåne
Vlag van Småland
Vlag van Tornedal
Vlag van Västra Götaland